# فالتيز ديه لا بيني
فالتيز ديه لا بيني (1848 - 29 يوليو 1910) هي كانت محظية فرنسية. على الرغم من أنها ولدت لعائلة من الطبقة العاملة في باريس ، فقد ارتقت في الرتب الاجتماعية وكانت داعمة قوية للرسامين ، بينما كانت تخلق مساحة للنساء للمشاركة في عالم الفن من خلال مجموعتها وصالونها.